# 국소 분절 사구체 경화증
국소 분절 사구체 경화증 ( Focal segmental glomerulosclerosis, FSGS )은 콩팥을 구성하는 단위인 사구체가 단단하게 굳어져 콩팥의 기능을 못하게 되는 상태를 말하며, 신장에서 몇개의 사구체만이 영향을 받고 영향을 받은 몇개의 사구체 내에서도 일부만 영향을 받는다. 특발성 질환의 대표적인 예이다.

## 원인과 결과
사구체가 손상을 입게 되어 생기며, 그 결과, 과잉의 수분과 해로운 노폐물이 피속에 남게 된다. 또한, 적혈구와 알부민같은 단백질이 오줌으로 나가게 된다. 오줌은 단백질에 의해 거품을 띄게 된다. 또한 혈관 안에 수분을 지탱하는 알부민의 감소로, 얼굴과 다리가 붓는 결과와 같은 부종이 생긴다. 또한 콜레스테롤의 양이 많아지며 고지혈증이 생길 수도 있다.

### 합병증
- 신장의 기능저하 또한 신장기능상실
- 에리트로포이에틴의 생산감소로 적혈구의 양이 감소되어 빈혈이 생김. 얼굴이 창백해지거나, 피로, 또는 졸림현상이 생김.

### 1차 원인
자체 내에 생성되는 경우, 즉 유전적인 원인

### 2차 원인
- 출생시에 신장의 문제가 있거나 신장으로 리플럭스가 생기는 경우
- 비만
- 폐쇄성 수면 무호흡증

- Sickle Cell Disease
- HIV
- Autoimmune disease ( 예: Lupus )

## 같이 보기
- 사구체콩팥염
- 신증후군